# بنجامين ألين (سياسي)
بنجامين ألين هو سياسي كندي، ولد في 1830 في سلايغو في جمهورية أيرلندا، وتوفي في 23 ديسمبر 1912. حزبياً، نشط في الحزب الليبرالي الكندي. وقد انتخب عضو مجلس العموم الكندي.